# هيئة الخبراء العرب
هيئة الخبراء العرب هي مجموعة الخبراء والمدربين العسكريين المتخصصين في كافة أفرع وصنوف الجيش والقوات المسلحة الذين أرسلتهم الجمهورية العربية المتحدة (مصر) لمساعدة الجمهورية العربية اليمنية الفتية في إنشاء جيش وطني حديث عقب قيام الثورة اليمنية في سبتمبر 1962 ضد الحكم الملكي في اليمن الشمالي، وكذلك فتح أبواب الكليات والمعاهد ومراكز التدريب وهيئات التخصص العسكرية في الجمهورية العربية المتحدة لمنتسبي القوات المسلحة الثورية الجديدة خلال الفترة 1963-1966، حيث تم تدريب وإعداد أربع ألوية مشاة كاملة التشكيل في معسكرات وهيئات الجيش المصري، وهي لواء الثورة - الكتيبة الأولى من لواء النصر - لواء الوحدة - لواء العروبة، وبحلول العام 1966 كانت تلك الألوية في الميدان بمثابة النواة الأولى للجيش اليمني الثوري المعاصر.

## أنظر أيضاً
ثورة 26 سبتمبر
تاريخ اليمن العسكري
القوات المسلحة اليمنية
فترة رئاسة السلال